# Sexto Julio Julo
Sexto Julio Julo  fue un político y militar romano del siglo V a. C. perteneciente a la gens Julia.

## Familia
Julo fue miembro de los Julios Julos, la más antigua de las ramas patricias de la gens Julia.

## Tribunado consular
Alcanzó el cargo de tribuno consular en el año 424 a. C., un año que se caracterizó por la paz exterior y la ausencia de agitaciones internas. Junto con sus compañeros, organizó unos fastuosos juegos para celebrar la victoria sobre Fidenas de dos años antes.
Ante la insistencia de los tribunos de la plebe de presentar candidatos plebeyos al tribunado consular, Julio y sus colegas reunieron al Senado cuando aquellos estaban ausentes de Roma y publicaron un senadoconsulto por el que se convocaban elecciones consulares para el año siguiente. Formó parte de la comisión enviada por el Senado para investigar las noticias que decían que los volscos habían invadido el territorio de los hérnicos.